# Melchor Ocampo (Nuevo León)
Melchor Ocampo è un comune del Messico, situato nello stato di Nuevo León.